# Escut de la Romana
L’escut de la Romana és el símbol representatiu oficial de l'ajuntament i el municipi valencià de la Romana (Vinalopó Mitjà). Té el següent blasonament:
| « | D'or, una àguila de sable subjectant entre les seues urpes un corn de l'abundància, de gules; l'àguila sobremuntada dels pals d'Aragó, en losange. Al timbre Corona Reial tancada. | » |

## Història
Ordre del 12 de setembre de 1988, de la Conselleria d'Administració Pública. Publicat en el DOGV núm. 915, del 4 d'octubre de 1988.
Tant l'àguila com el corn són antics símbols romans i són, per tant, un senyal parlant al·lusiu al nom del poble. Els quatre pals recorden la vinculació de la Romana al Regne de València.